# Allobates chalcopis
Allobates chalcopis – gatunek endemicznego płaza bezogonowego z rodziny Aromobatidae.

## Występowanie
W przeciwieństwie do większości swych krewnych, mieszkańców kontynentu południowoamerykańskiego, gatunek ten jest endemitem żyjącym na Martynice, głównie na zboczach i szczycie wulkanu Montagne Pelée. Miejsce typowe znajduje się na południowo-wschodnim zboczu tego wulkanu, na wysokości 500 m n.p.m., jednak gatunek już w tym miejscu nie występuje. Obecnie spotykany jest w przedziale wysokości 800–1400 m n.p.m.
Jego siedliskiem są zwrotnikowe i podzwrotnikowe wilgotne i sezonowo położone pod wodą tereny trawiaste, rzeki i strumienie zarówno stałe, jak i okresowe, a także okresowe mokradła.

## Status zagrożenia
W Czerwonej księdze gatunków zagrożonych IUCN Allobates chalcopis od 2021 roku klasyfikowany jest jako gatunek krytycznie zagrożony (CR, ang. Critically Endangered); wcześniej, od 2004 roku uznawano go za gatunek narażony (VU, Vulnerable). Płaz ten ma niewielki i kurczący się zasięg występowania, a jego liczebność spada.